# Fågelmara
Fågelmara is een plaats in de gemeente Karlskrona in het landschap Blekinge en de provincie Blekinge län in Zweden. De plaats heeft 398 inwoners (2005) en een oppervlakte van 72 hectare.